# Odînoke, Pustomîtî
Odînoke (în ucraineană Одиноке, în germană Einsiedel) este un sat în așezarea urbană Șciîreț din raionul Pustomîtî, regiunea Liov, Ucraina. Satul a fost locuit de germanii galițieni.

## Demografie
Componența lingvistică a localității Odînoke
     Ucraineană (100%)
Conform recensământului din 2001, toată populația localității Odînoke era vorbitoare de ucraineană (100%).